# Pseudoasonus
Pseudoasonus is een geslacht van rechtvleugeligen uit de familie veldsprinkhanen (Acrididae). De wetenschappelijke naam van dit geslacht is voor het eerst geldig gepubliceerd in 1982 door Yin.

## Soorten
Het geslacht Pseudoasonus omvat de volgende soorten:
- Pseudoasonus baiyuensis Zheng, 1990
- Pseudoasonus kangdingensis Yin, 1983
- Pseudoasonus orthomarginis Zheng, Chen & Lin, 2012
- Pseudoasonus yushuensis Yin, 1982